# Denis O'Dea
Denis O'Dea (Dublino, 26 aprile 1905 – Dublino, 5 novembre 1978) è stato un attore irlandese.

## Biografia
Cominciò a recitare a teatro negli anni venti nell'Abbey Theatre. Negli anni quaranta intraprese la carriera cinematografica e raggiunse il successo con Niagara (1953), accanto a Marilyn Monroe, Joseph Cotten e Jean Peters.
Nel 1946 sposò l'attrice Siobhán McKenna, da cui ebbe un figlio, Donnacha O'Dea. Morì nel 1978 a causa di un arresto cardiaco.

## Filmografia
- Il traditore (The Informer), regia di John Ford (1935)
- L'aratro e le stelle (The Plough and the Stars), regia di John Ford (1936)
- Fuggiasco (Odd Man Out), regia di Carol Reed (1947)
- Il marchio di Caino (The Mark of Cain), regia di Brian Desmond Hurst (1947)
- Idolo infranto (The Fallen Idol), regia di Carol Reed (1948)
- Lord Byron (The Bad Lord Byron), regia di David MacDonald (1949)
- Il peccato di Lady Considine (Under Capricorn), regia di Alfred Hitchcock (1949)
- L'isola del tesoro (Treasure Island), regia di Byron Haskin (1950)
- L'assassino arriva di notte (The Long Dark Hall), regia di Reginald Beck, Anthony Bushell (1951)
- Le avventure del capitano Hornblower, il temerario (Captain Horatio Hornblower R.N.), regia di Raoul Walsh (1951)
- Peppino e Violetta, regia di Maurice Cloche (1951)
- Niagara, regia di Henry Hathaway (1953)
- Gli sparvieri dello stretto (Sea Devils), regia di Raoul Walsh (1953)
- Mogambo, regia di John Ford (1953)
- Il ribelle d'Irlanda (Captain Lightfoot), regia di Douglas Sirk (1955)
- La storia di Esther Costello (The Story of Esther Costello), regia di David Miller (1957)
- Darby O'Gill e il re dei folletti (Darby O'Gill and the Little People), regia di Robert Stevenson (1959)
- Ester e il re (Esther and the King), regia di Raoul Walsh, Mario Bava (1960)

## Doppiatori italiani
- Augusto Marcacci in Idolo infranto, Le avventure del capitano Hornblower, il temerario
- Sandro Ruffini in Mogambo
- Bruno Persa in Niagara, Il ribelle d'Irlanda
- Gualtiero De Angelis in L'isola del tesoro, Ester e il re